# Руйга (река)
Руйга — река в России, протекает по Беломорскому району Карелии. Впадает в Белое море. Длина реки — 77 км, площадь водосборного бассейна — 761 км².
На берегу реки расположен населённый пункт — Вирандозеро. Между Вирандозером и станцией Руйга пересекает на железную дорогу Беломорск — Обозерская.
Протекает через озеро Руйгозеро. Также к бассейну Руйги относится озёра Большое Вирандозеро и Подсюрежное.

## Притоки
(от устья к истоку)
- Чёрный (правый)
- Петручей (левый)
- В 9,7 км от устья, по левому берегу реки впадает река Ухтица.
- В 13 км от устья, по левому берегу реки впадает река Нермуша.
- Нижний Лукинский (левый)
- Лещов (правый)
- 69 км от устья, по левому берегу реки впадает ручей Кокорняжный[3].
- Максимова (левый)

## Данные водного реестра
По данным государственного водного реестра России относится к Баренцево-Беломорскому бассейновому округу, водохозяйственный участок реки — реки бассейна Онежской губы от южной границы бассейна реки Кемь до западной границы бассейна реки Унежма, без реки Нижний Выг. Речной бассейн реки — бассейны рек Кольского полуострова и Карелии, впадает в Белое море.
Код объекта в государственном водном реестре — 02020001412102000007266.

## Галерея

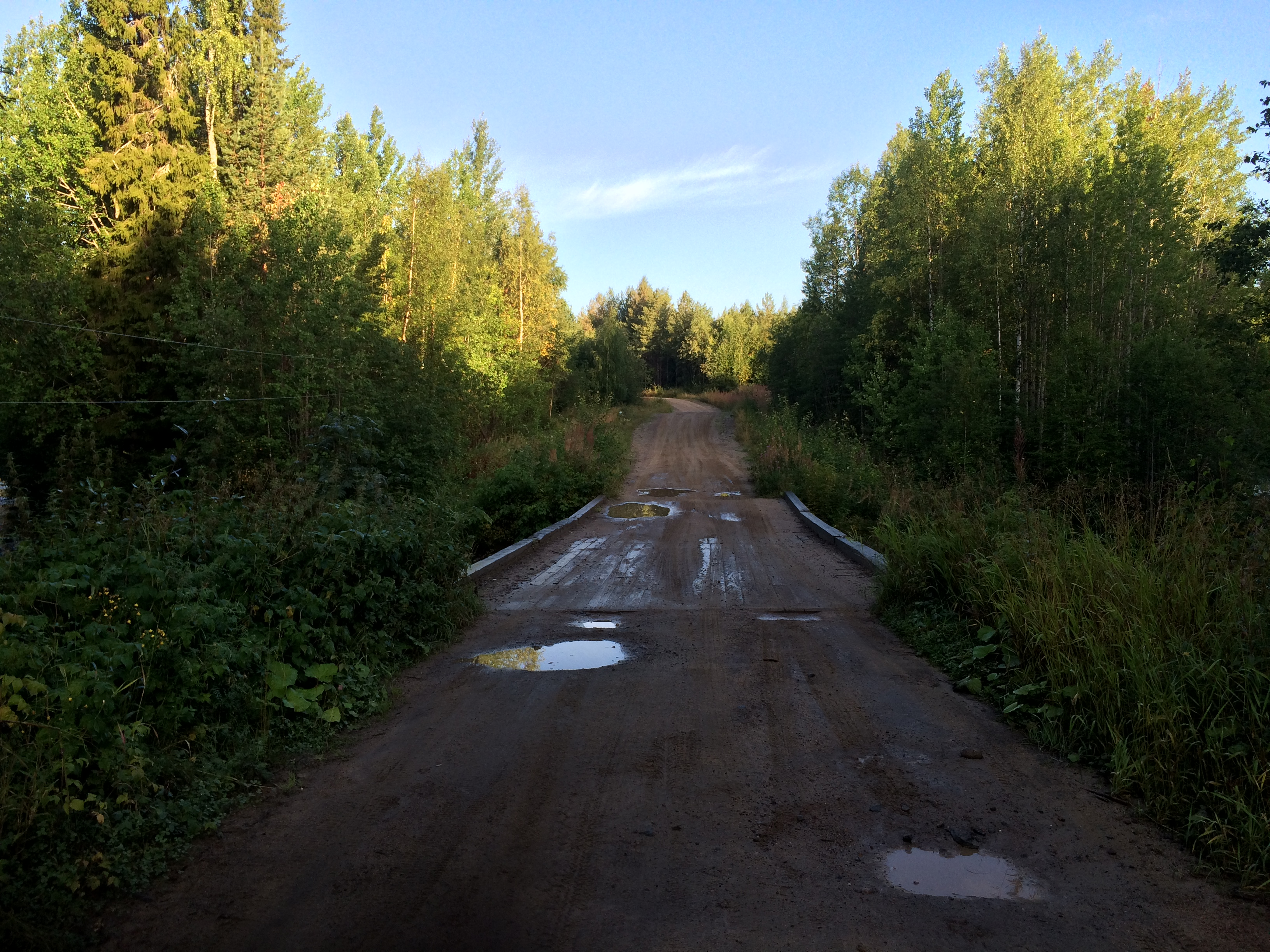
Автомобильный мост
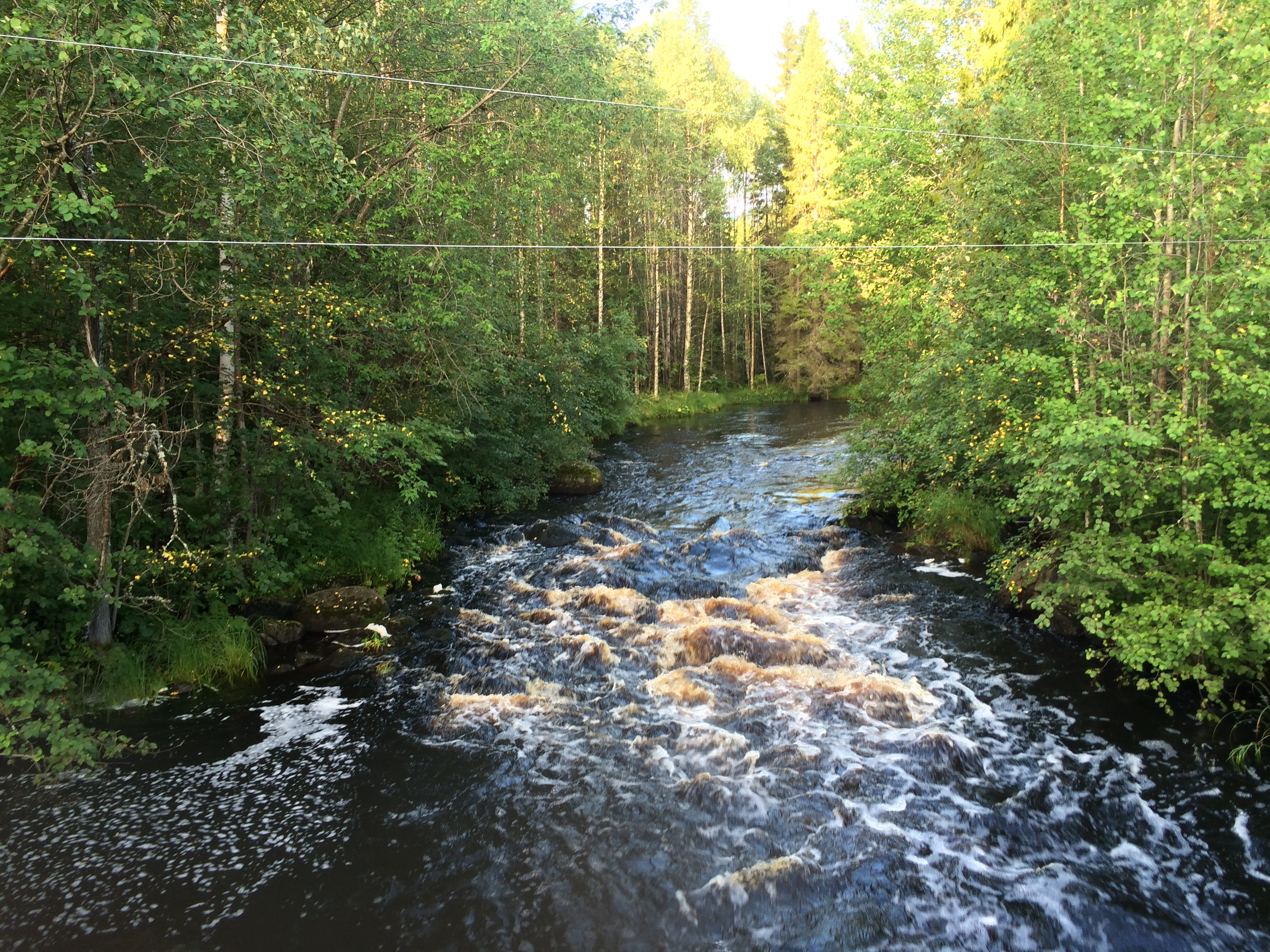
Вид против течения